# Joaquín Molina
Joaquín Molina fue un xilógrafo español de la primera mitad del siglo XIX.

## Biografía

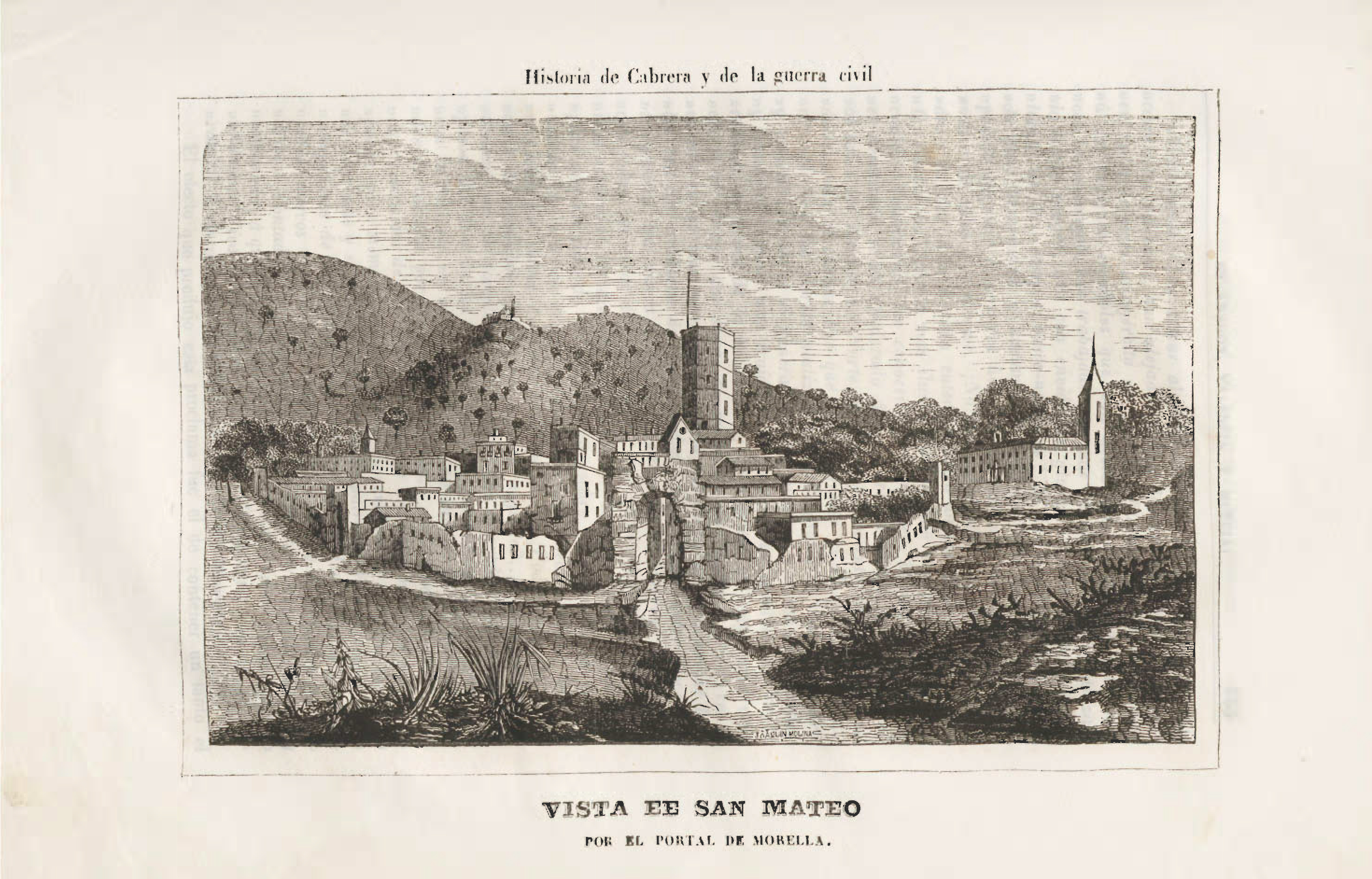
«Vista de San Mateo. Por el portal de Morella» (Historia de Cabrera y de la guerra civil en Aragón, Valencia y Murcia, 1845)

Fue un grabador en madera de la primera mitad del siglo XIX. Existen muchos trabajos suyos en publicaciones periódicas como El Renacimiento, La Ilustración, Semanario Pintoresco Español, El Museo de las Familias y La Educación Pintoresca; además de en obras como La Historia de España de Herranz; la de Carlos V por Robertson; Las escenas andaluzas de Serafín Estébanez Calderón «El Solitario»; y la novela El asno muerto y la mujer guillotinada, entre otras muchas. Falleció en el año de 1849.